# Тулебля (деревня)
Тулебля — деревня в Старорусском районе Новгородской области в составе Великосельского сельского поселения.

## География
Находится в южной части Новгородской области на расстоянии приблизительно 17 км на запад-юго-запад по прямой от железнодорожного вокзала города Старая Русса.

## История
На карте 1840 года была обозначена как Тулибля с 41 двором. В 1908 году здесь (Старорусский уезд Новгородской губернии) было учтено 78 дворов (уже Тулебля).

## Население
Численность населения: 488 человек (1908 год), 118 (русские 99 %) в 2002 году, 98 в 2010.